# Python malais
Python curtus
Espèce
Statut de conservation UICN

 LC  : Préoccupation mineure
Statut CITES
Le Python malais (Python curtus) est une espèce de serpents de la famille des Pythonidae. Il est également appelé Python sanguin ou Python sanguin malais ou Python à courte queue (sa queue ne représente que 10% de son corps).

## Répartition
Cette espèce se rencontre :
- en Indonésie sur les îles de Sumatra et de Bangka ;
- en Thaïlande ;
- en Malaisie péninsulaire ;
- à Singapour ;
- au Viêt Nam.

## Description

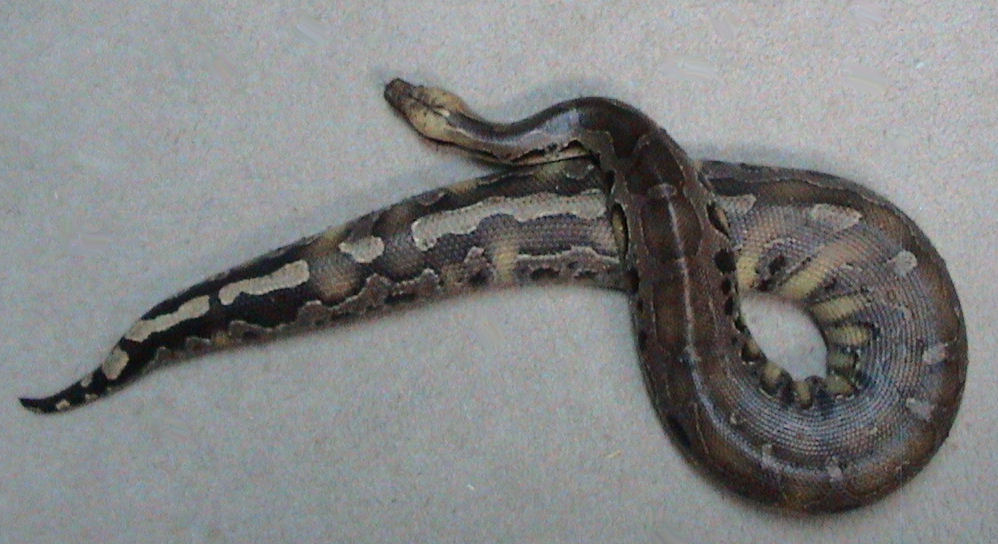

C'est un serpent constricteur ovipare, aisément reconnaissable à la corpulence trapue de son corps. Ses écailles sont lisses et brillantes et sa livrée revêt divers motifs et couleurs avec de grandes marques irrégulières claires sur un fond plus sombre. Sa tête est large avec de grandes écailles, clair sur le dessus et sombre sur les côtés. Ses yeux ont des iris orange. Il peut mesurer une taille de 1,5 à 1,8 m maximum et son poids peut dépasser les 10 kg.
Il se rencontre dans les forêts tropicales et les marécages.
C'est un reptile qui se nourrit de petits mammifères et oiseaux.
Il mène une vie sédentaire et nocturne. Il se cache dans les débris forestiers en attendant qu'une proie arrive à sa portée, puis l'attaque par surprise.
Cette espèce à la réputation d'être assez agressive. Elle est en fait plutôt timide et n'aime pas particulièrement être dérangée. On peut tout de même le désensibiliser à la manipulation. Il suffit d'être calme et d'avoir un geste assuré.
La femelle pond de 6  à 12 très gros œufs, rarement plus, puis elle s'enroule autour durant toute la durée de l'incubation soit environ 60 jours.

## Taxinomie
Les sous-espèces Python curtus brongersmai et Python curtus breitensteini ont été élevées au rang d'espèces.

## Publication originale
- Schlegel, 1872 : De direntium van het Koninklijk zoologisch Genootschap Natura Artis Magistra te Amsterdam, Reptilia. Amsterdam, p. 1-64.